# Akumajō Dracula X: Chi no Rondo
 (novembre 2019).
Si vous disposez d'ouvrages ou d'articles de référence ou si vous connaissez des sites web de qualité traitant du thème abordé ici, merci de compléter l'article en donnant les références utiles à sa vérifiabilité et en les liant à la section « Notes et références ».
Akumajō Dracula X: Chi no Rondo, parfois nommé Castlevania: Rondo of Blood ou Dracula X, est un jeu vidéo d'action et de plates-formes développé et édité par Konami paru le 29 octobre 1993 sur PC Engine,,,. Il est uniquement sorti au Japon sur le support original, mais est proposé en version remasterisée ainsi qu'en version originale dans la compilation Dracula X Chronicles sur PSP en 2007, sur la Console virtuelle de la Wii en 2010, et sur PS4 en 2018 sous le nom Castlevania Requiem.
Une adaptation de ce jeu a été faite en 1995 sur Super Nintendo sous le nom de Castlevania: Vampire's Kiss en Europe, mais les retouches apportées au système de jeu ont beaucoup changé l'expérience du joueur, provoquant une réception mitigée de la critique.

## Histoire
Transylvanie, 1792. Alors que les peuples n'aspirent qu'à la paix et la prospérité, un groupe d'hommes mené par un prêtre du nom de Shaft s'est détourné de cette idéologie et souhaite remodeler ce monde, qu'ils considèrent corrompu, en ressuscitant Dracula. Revenu à la vie, celui-ci déploie son armée de démons sur tout le pays et kidnappe plusieurs jeunes femmes, notamment Annette, la fiancée de Richter Belmont, de la légendaire lignée des Belmonts. S'il compte avant tout se servir d'elle pour attirer le Belmont jusqu'à lui, il lui propose cependant de partager son sang pour faire d'elle une vampire et régner avec lui. Mais Annette refuse, préférant plutôt s'ôter elle-même la vie. Dracula lui laisse alors le temps de réfléchir à sa requête, ajoutant qu'il connaît bien le cœur des hommes pour que son immortalité en incarne la partie sombre et avide de désirs.
Apprenant le retour du vampire et l'enlèvement d'Annette, Richter part à l'assaut du château, où il y délivre les captives, notamment une jeune fille dénommée Maria Renard. Elle s'avère être la sœur adoptive d'Annette, possédant le pouvoir d'invoquer des animaux sauvages et voulant s'en servir pour libérer Annette et "donner une bonne leçon au méchant", sous-entendu Dracula. Richter, d'abord réticent, accepte son aide.
Le duo fait ensuite face à Shaft, ayant acquis de puissants pouvoirs de la part de Dracula, avant de retrouver Annette. Si elle est d'abord surprise de voir Maria accompagner Richter, elle s'inquiète pour ce dernier qu'elle essaye de dissuader d'abandonner son combat, mais celui-ci refuse car son appartenance à la famille Belmont l'oblige à suivre son destin.
Richter et Maria arrivent finalement à Dracula et parviennent à le vaincre. Mais avant de mourir le sourire au visage, Dracula fait savoir aux deux héros qu'il a déjà accepter son destin d'être vaincu maintes fois par les Belmonts car il sait qu'il sera rappelé une nouvelle fois par les humains une fois qu'ils perdront leur foi à nouveau. Mais Richter affirme qu'ils ne seront qu'une minorité et qu'ils retrouveront le droit chemin. Maria, à cause de son jeune âge, ne comprend rien à ce que dit Dracula et se dit qu'il a eu ce qu'il mérite en faisant le mal autour de lui.

## Système de jeu
Le jeu propose un gameplay plus proche du premier opus que de l'épisode précédent. La possibilité d'orienter le fouet dans toutes les directions a été retirée, et le joueur devra davantage miser sur les armes secondaires (hache, poignard, eau bénite, bible, croix et une montre de poche),. Le joueur incarne Richter Belmont où il évoluera à travers neuf niveaux, le jeu propose également quatre chemins alternatifs. En explorant le château, Richter pourra sauver quatre jeunes filles (Maria, Annette, Tera, Iris), dont Maria, qui deviendra un personnage jouable,.
Malgré un maniement très classique, quelques innovations sont à noter : Richter est maintenant capable d'exécuter un salto arrière pour éviter les attaques adverses et dispose d'un Item Crash : contre un nombre important de cœurs, Richter peut utiliser une technique causant des dommages à tous les ennemis présents à l'écran, différente en fonction de l'arme équipée,.
En plus de Richter, le jeu permet aussi de jouer Maria, pour peu qu'elle soit délivrée dans le deuxième niveau. Plus agile, elle dispose d'un double saut, d'une glissade et d'armes secondaires constitué d'animaux. Elle constitue en quelque sorte un mode facile.
Il est désormais possible de sauvegarder sa progression et de reprendre la partie au niveau de son choix une fois celui-ci découvert, ainsi que l'existence de plusieurs sorties à chaque niveau, gardées chacune par un boss différent, et donnant chacune accès à un niveau différent. Le jeu compte ainsi 9 niveaux au total, même si le joueur pourra accéder au combat final sans tous les avoir découvert. Le jeu compte aussi des salles secrètes dont la découverte par le joueur influencera la conclusion de l'histoire.

## Réception
Chi no Rondo est considéré par beaucoup comme un des meilleurs épisodes de la saga, ce qui en fait une pièce de collection parmi les fans de par sa rareté et sa valeur.